# Geoffry Watson
Geoffry Watson es un deportista neozelandés que compitió en judo. Ganó tres medallas en el Campeonato de Oceanía de Judo entre los años 1981 y 1985.

## Palmarés internacional
| Campeonato de Oceanía | Campeonato de Oceanía    | Campeonato de Oceanía | Campeonato de Oceanía |
| Año                   | Lugar                    | Medalla               | Categoría             |
| --------------------- | ------------------------ | --------------------- | --------------------- |
| 1981                  | Suva (Fiyi)              | Medalla de bronce     | –78 kg                |
| 1983                  | Numea (Francia)          | Medalla de plata      | –86 kg                |
| 1985                  | Auckland (Nueva Zelanda) | Medalla de oro        | –86 kg                |